# Matheus Dória
Matheus Dória Macedo (São Gonçalo, Brasil, 8 de noviembre de 1994) es un futbolista brasileño naturalizado mexicano. Juega de defensa central y su actual equipo es el Atlas F. C. de la Liga MX.

## Trayectoria deportiva

### Comienzos
A los 15 años llegó a la escuela de fútbol del Botafogo de Futebol e Regatas. Continuó allí hasta que, 3 años después, debutó en el primer equipo. Con el tiempo se consolidó como titular, teniendo una gran actuación en el Brasileirão 2013 y la Copa Libertadores 2014.

### Olympique de Marsella
Gracias a estas actuaciones, fue fichado por el Olympique de Marsella a cambio de 5 millones de euros. Allí, no tuvo la oportunidad de ser titular, ya que el director técnico, Marcelo Bielsa, no lo tuvo como alternativa a sus defensores titulares, por lo que fue cedido al São Paulo donde jugará hasta junio de 2015.
De cara a la temporada 2015-16, fue nuevamente enviado a préstamo, esta vez al Granada C.F., de la Liga BBVA de España.

### Club Santos Laguna
El 27 de julio de 2018 se anuncia su llegada oficial al Club Santos Laguna de México firmado por 4 años en una cifra de 3 000 000 de dólares tras la salida de Néstor Araújo y Carlos Izquierdoz.

## Selección nacional
Matheus hizo su debut con Brasil el 6 de abril de 2013, entrando a los 87 minutos en una victoria por 4-0 sobre Bolivia.
En junio de 2013, fue llamado a la selección brasileña sub-20 como capitán del equipo que ganó el Torneo Esperanzas de Toulon de 2013.

## Palmarés
- Botafogo (Campeonato Carioca, 2013)[8]

### Distinciones individuales
| Año     | Premio                                |
| ------- | ------------------------------------- |
| 2020-21 | Balón de Oro al Mejor Defensa Central |